# あきらめましょう
「あきらめましょう」は、日本の女性歌手、華原朋美の21枚目のシングル。

## 解説
- 前作「あなたのかけら」以来、約半年ぶりのシングル。
- 自身が出演したPOKKA缶コーヒー「FIRST DRIP BLACK」ブラック・シロ缶のCMソング。“あきらめてスッキリしましょう”をコンセプトに、当初はCM用のサビフレーズしか制作されていなかったが、CD化され新曲として発売された。
- CMでは伊藤蘭や川村亜紀も起用され、“パッパパラッパ♪”の振り付きでこの曲を歌った。
- 覚えやすい歌詞と曲調で、キャッチコピーは“新しいカタチのメッセージソング”。作曲は木村充揮（元・憂歌団）が担当。
- CMや音楽番組では、飾りでギターを持って歌った。
- PVでは、自身のFC“Pretty Eye”の抽選で選ばれた150人の会員ファンも収録に参加した。
- カップリング曲の「明日を信じて」は、コロッケと司会を務めたNHK総合テレビ「にっぽん愉快家族」のエンディングテーマ曲として使用された。
- 愉快家族での貢献度も認められて、「あきらめましょう」で4年ぶりにNHK紅白歌合戦（第53回NHK紅白歌合戦）に返り咲き出場を果たした。紅白ではZONEが特別にバックバンドで参加した。
- このシングルと次作「PLEASURE」はその後にレコード会社移籍した兼ね合いでオリジナル・アルバムには収録されず、ベストアルバムにのみ収録されている。

## 収録曲
1. あきらめましょう
作詞：Tomomi Kahala & Gu Suyeon 作曲：Atsuki Kimura 編曲：TATOO
2. 明日を信じて
作詞：Tomomi Kahala & Hanano Tanaka 作曲：Akitoshi Onodera 編曲：Shigeharu Takagi
3. あきらめましょう [instrumental]
4. 明日を信じて [instrumental]

## 収録アルバム
あきらめましょう
- 「Natural Breeze ～KAHALA BEST 1998-2002～」

スペシャルボーナストラック「あきらめましょう」ビデオクリップ（CDエクストラ仕様）
- 「Super Best Singles 〜10th Anniversary〜」
- 「ALL TIME SINGLES BEST」